# Широко затворени очи
„Широко затворени очи“ (на английски: Eyes Wide Shut) е филм от 1999 година на режисьора Стенли Кубрик с участието на Том Круз и Никол Кидман.

## Сюжет
Един настървен доктор, една красавица и една история, изпълнена с безброй еротични фантазии. Небивалици , разкрива елита такъв какъвто е.

## В ролите
| Актьор         | Роля              |
| Том Круз       | Уилям Харфорд     |
| Никол Кидман   | Алис Харфорд      |
| Сидни Полак    | Виктор Циглер     |
| Мари Ричардсън | Мариън Нейтънсън  |
| Тод Фийлд      | Ник Найтингейл    |
| Скай Дюмонт    | Шандор Савощ      |
| Раде Сербеджия | Милич             |
| Ванеса Шоу     | Домино            |
| Лили Собески   | дъщерята на Милич |

## Награди и номинации
| Награда       | Категория                           | Номиниран (и)  | Резултат  |
| ------------- | ----------------------------------- | -------------- | --------- |
| Златен глобус | Най-добра филмова музика            | Джослин Пук    | номинация |
| Сателит       | Най-добър звук                      | Най-добър звук | номинация |
| Сателит       | Най-добра кинематография            | Лари Смит      | номинация |
| Сателит       | Най-добра актриса в драматичен филм | Никол Кидман   | номинация |
| Емпайър       | Най-добра актриса                   | Никол Кидман   | номинация |